# Auma

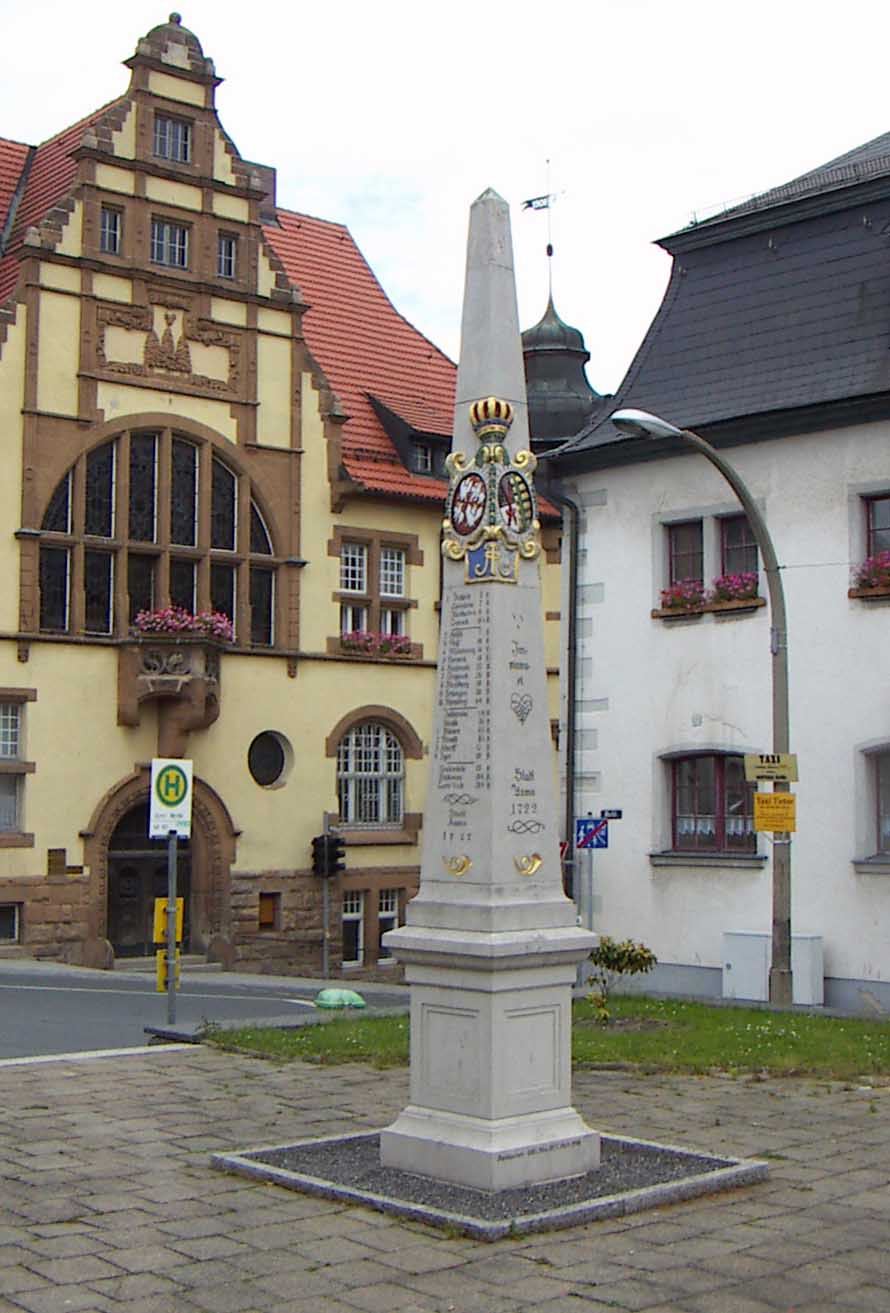
Auma

Auma este un oraș din districtul Greiz, în Turingia, Germania. Este situat la 24 km sud-vest de Gera.